# Dumm gelaufen – Kidnapping für Anfänger
Dumm gelaufen – Kidnapping für Anfänger (Originaltitel: Screwed) ist eine US-amerikanische Filmkomödie aus dem Jahr 2000. Regie führten Scott Alexander und Larry Karaszewski, die auch das Drehbuch schrieben.

## Handlung
Willard Fillmore arbeitet für die vermögende Frau Crock als Fahrer. Sie lehnt es ab, ihm eine neue Dienstuniform zu kaufen, worauf er ihren Hund entführt und eine Million Dollar Lösegeld fordert. Da er kein Geld bekommt, zieht er Rusty P. Hayes als Komplizen hinzu. Eine Leiche soll der Vortäuschung des Todes von Fillmore dienen.
Fillmore erhält das Geld, verliert es jedoch kurze Zeit darauf zugunsten von zwei Kindern, die ihn ausrauben. Er wird von der Polizei gefunden und in ein Krankenhaus eingeliefert. Die Mutter von einem der Kinder gibt die Geldbörse zurück, sie erhält jedoch kein Geld mehr, sondern nur Zeitungsfetzen. Fillmore und Hayes planen bereits einen langen Urlaub, den sie nach der Entdeckung des Verlustes aufgeben.
Die Leiche wird von der Polizei gefunden und dem Gerichtsmediziner Grover Cleaver übergeben. Cleaver fordert von Fillmore einen Teil des Lösegeldes. Cleaver und Fillmore finden heraus, dass Fillmore von seinem Komplizen betrogen wurde.

## Kritiken
Bob Graham schrieb in der San Francisco Chronicle vom 13. Mai 2000, der Film sei eine „komplette Fehlzündung“ und gehöre zu den schlechtesten Filmen mit Danny DeVito. Die „dumme, vulgäre Komödie“ sei beschämend für alle Beteiligten.
Das Lexikon des internationalen Films schrieb, der Film sei eine „ihre Ziele völlig verfehlende Slapstick-Komödie, die weder Witz noch Spannung“ erzeuge und „deren mangelnde Schauspielerführung es den chargierenden Hauptdarstellern“ erlaube, „auch noch die halbwegs gelungenen Gags durch Übertreibung zu Tode zu reiten“.

## Hintergrund
Der Film wurde in Pittsburgh, in Vancouver und in Hollywood gedreht. Seine Produktionskosten betrugen schätzungsweise 10 Millionen US-Dollar. Der Film spielte in den Kinos der USA ca. 7,03 Millionen US-Dollar ein. In zahlreichen Ländern wie Argentinien, Norwegen, Ungarn und Deutschland wurde er direkt auf Video veröffentlicht.